# Памятники Сергию Радонежскому

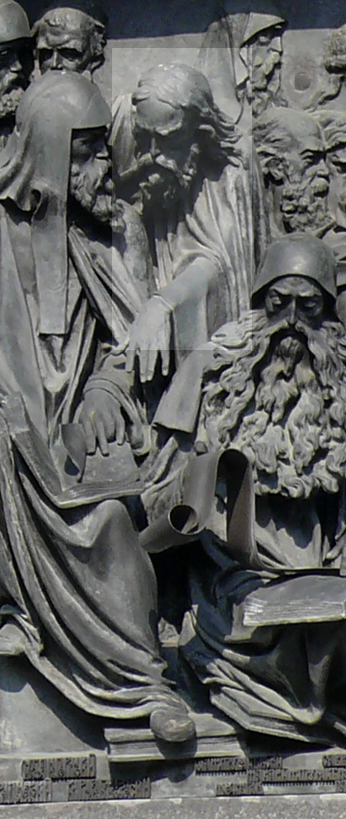
Сергий Радонежский на памятнике «1000-летие России» в Великом Новгороде

Памятники преподобному Сергию Радонежскому — скульптурные изображения, предназначенные для увековечения памяти преподобного Сергия Радонежского.

## Скульптура и российские традиции

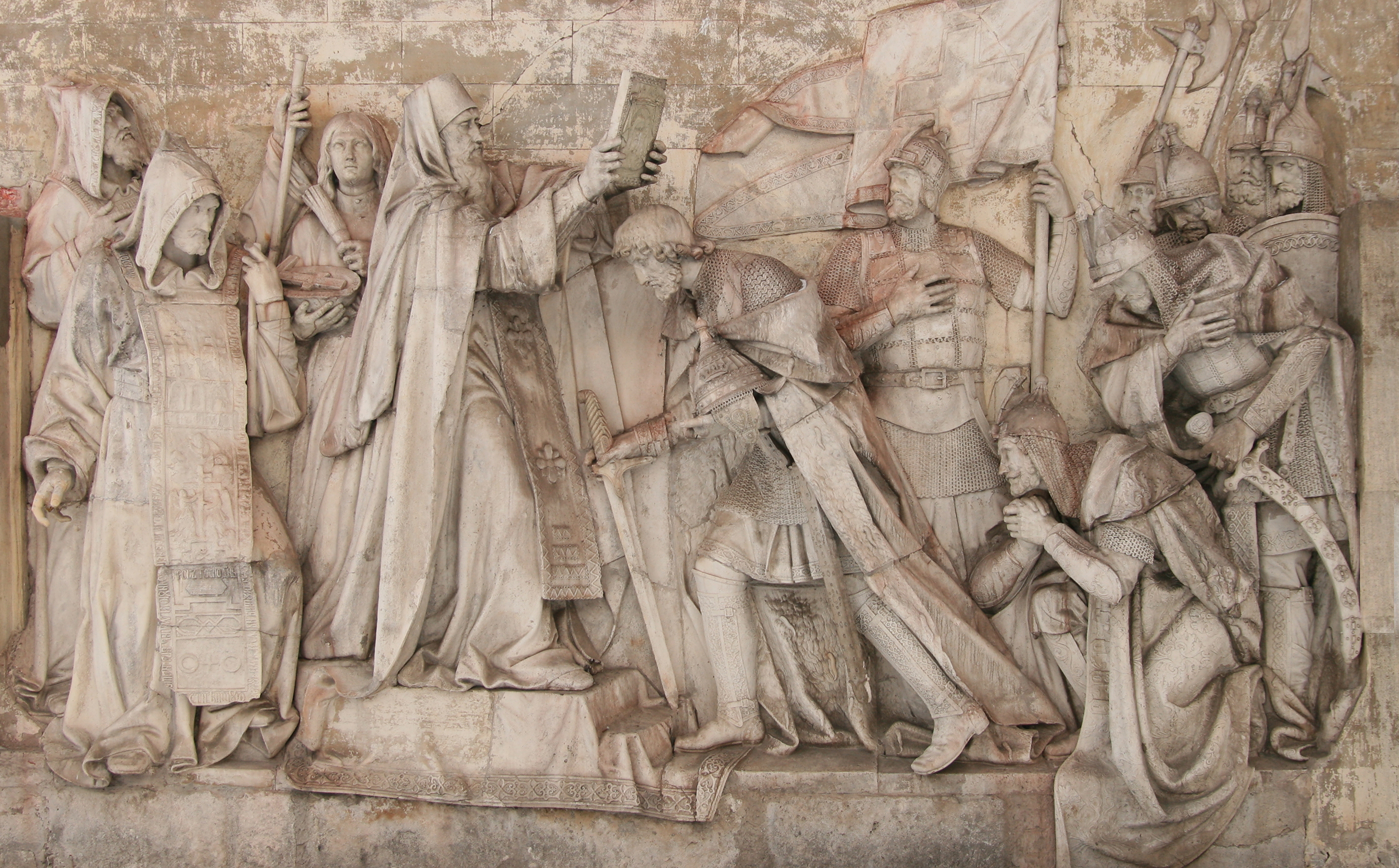
Горельеф работы
А. В. Логановского,
1847—1849 годы

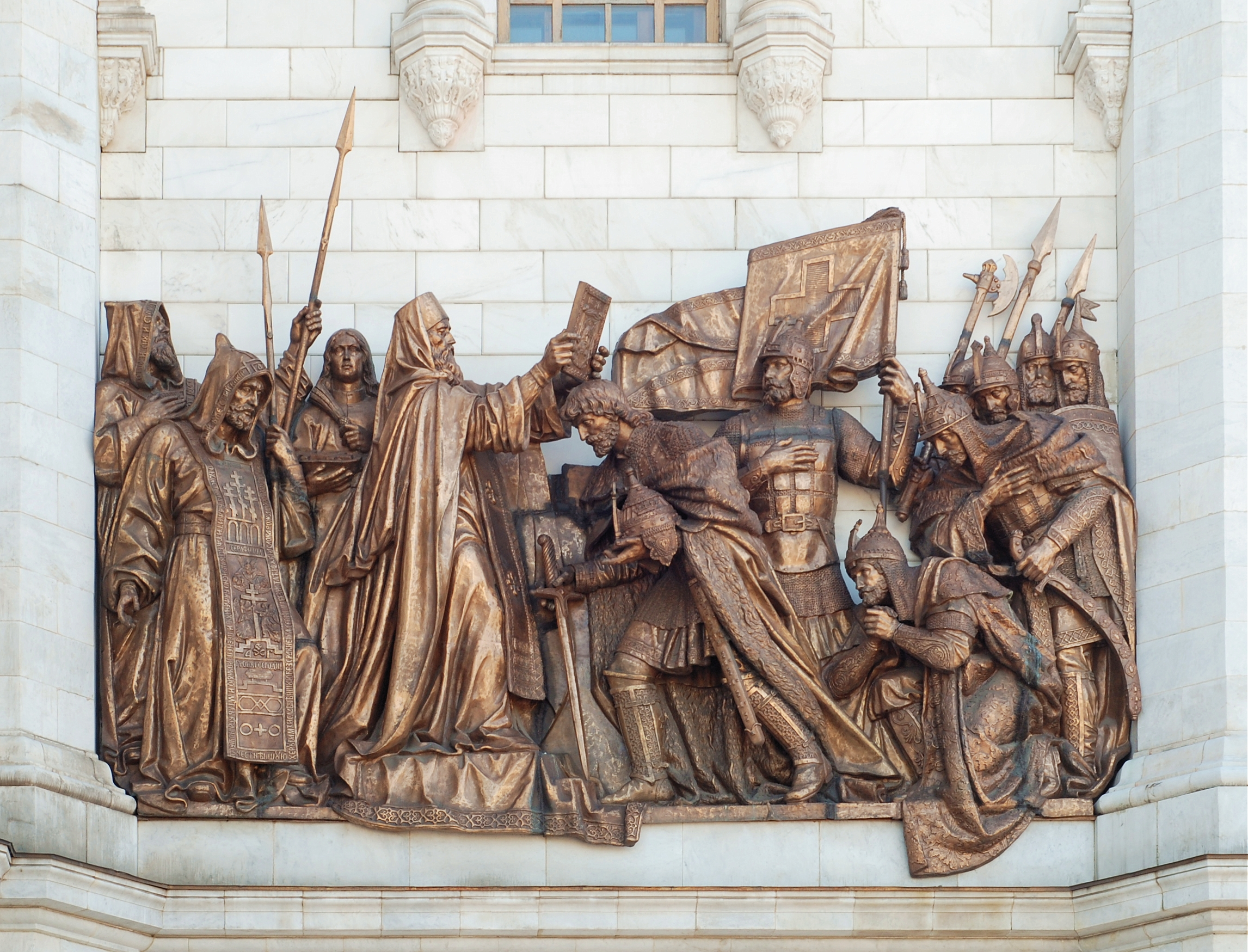
Бронзовая копия горельефа работы А. В. Логановского

Хотя скульптура сравнительно нехарактерна для сложившихся в России традиций почитания святых, скульптурные изображения Сергия Радонежского существуют.
Одно из них — горельеф, изображающий посещение Дмитрием Донским Сергия Радонежского перед походом против татар, исполненный скульптором Логановским. Этот горельеф в своё время украшал московский Храм Христа Спасителя, был демонтирован перед тем, как храм взорвали, и сохранился до наших дней. На восстановленном храме установлена бронзовая копия этого горельефа (см. иллюстрации).
Ещё одно скульптурное изображение Сергия Радонежского входит в состав многофигурной композиции на памятнике «1000-летие России» в Великом Новгороде, открытом в 1862 году (см. выше).
Только что описанные изображения были созданы в XIX веке. Их нельзя назвать памятниками Сергию Радонежскому в полном смысле: одно из них напоминает о Куликовской битве и том благословении, которое получил Дмитрий Донской от преподобного Сергия, другое — обо всей истории России, а не об одном лишь Сергии Радонежском.

## Первые памятники
Скульптурные изображения, посвященные именно преподобному Сергию, появились позже, уже в наши дни, в местах, тесно связанных с его жизнью: один находится в селе Радонеж, другой — в Сергиевом Посаде «у стен основанной им святой обители».
Памятник в селе Радонеж расположен рядом с Преображенской церковью и был установлен 29 мая 1988 года (авторы: скульптор В. М. Клыков и архитектор Р. И. Семерджиев). Представляет собой трёхметровую фигуру старца с рельефным изображением в её средней части мальчика и символизирует чудесную встречу, изменившую жизнь отрока Варфоломея, будущего преподобного Сергия.
Памятник в Сергиевом Посаде, изготовленный из бронзы, был освящен 18 марта 2000 года Святейшим Патриархом Алексием II, его авторы — «московский скульптор Валентин Чухаркин и посадский архитектор Виктор Журавлёв, выигравшие творческий конкурс».
Помимо этих двух памятников имеются и другие, в том числе и в Сергиевом Посаде.

## Сергиев Посад
25 июня 2014 года в Сергиевом Посаде на смотровой площадке по Сергиевской улице состоялось открытие памятного знака Преподобному Сергию Радонежскому.
Автор — художник-монументалист Мария Тихонова. «Чудо о птицах» — монументальная композиция, изображающая чудесное видение Сергию Радонежскому множества прекрасных птиц.

И вот узрел он видение чудесное: появился на небе свет яркий, который всю ночную тьму разогнал; и ночь эта озарена была светом, дневной свет превосходившим в яркости. Услышал он вторично голос, говорящий: «Сергий! Ты молишься за своих детей, и Господь моление твое принял. Смотри же внимательно и увидишь множество иноков, во имя святой и живоначальной Троицы собравшихся в твое стадо, которое ты наставляешь». Святой взглянул и увидел множество птиц очень красивых, прилетевших не только в монастырь, но и в окрестности монастыря. И голос был слышен, говорящий: «Как много ты видел птиц этих, так умножится стадо учеников твоих и после тебя не истощится, если они захотят по твоим стопам идти».— Епифаний Премудрый. Житие Сергия Радонежского
Кроме того, в том же 2014 году был открыт бронзовый памятник родителям Сергия Радонежского, на котором Кирилл и Мария Радонежские изображены вместе со своими детьми.

## Москва
На сегодняшний день в Москве установлено два памятника преподобному Сергию, причем оба находятся на территории учебно-воспитательных учреждений.
Один из них, мраморный, находится на территории Московского казачьего кадетского корпуса им. М. А. Шолохова, рядом с ним «проводятся традиционные молебны и еженедельные акафисты». Памятник был открыт в мае 2008 года.
Другой памятник был установлен и освящён 5 ноября 2013 года, находится на территории детского дома № 59.
В Москве планировали открыть ещё один памятник Сергию Радонежскому — на Андроньевской площади столицы (а ранее — на Николоямской улице), однако о дальнейшей судьбе этих планов сведений нет.

## Другие города

### Существующие
Помимо уже упомянутых, Сергию Радонежскому установлены памятники в «Коломне, Ростове-на-Дону, Элисте, Самаре, многих других городах и селах России».
18 июля 2011 года был освящен памятник в честь преподобного Сергия Радонежского на территории церкви Рождества Пресвятой Богородицы в селе Образцово Щелковского района Московской области. Памятник изготовлен из бетона и бронзы.
«В 2012 году памятник Сергию Радонежскому установлен в Кисловодске».
«10 мая 2014 года в Черкесске состоялась церемония открытия памятника преподобному Сергию Радонежскому у стен Сергиевской православной гимназии». Его освятил архиепископ Пятигорский и Черкесский Феофилакт.
Церемония открытия памятника преподобному Сергию Радонежскому в Симферополе состоялась 6 июня 2014 года.
«23 июня 2014 года Патриарший экзарх всея Беларуси митрополит Минский и Слуцкий Павел возглавил церемонию открытия и освящения памятника преподобному Сергию Радонежскому на территории прихода храма Преподобного Сергия в Минске».
В связи с празднованием 700-летия со дня рождения преподобного Сергия Радонежского 21 декабря 2014 года памятник ему был установлен в Минеральных Водах.
В рамках юбилейных мероприятий памятник перподобному Сергию был открыт и в Астане, на площади перед православным духовно-культурным центром при Успенском кафедральном соборе
Подборку фотографий памятников Сергию Радонежскому, установленных в различных городах России (Коломне, Москве, Ржеве, Сергиевом Посаде, Ростове-на-Дону, Самаре, Элисте), в сербском городе Нови-Сад, в подмосковном Радонеже и в крымском селе Орлиное, можно увидеть здесь Архивная копия от 30 мая 2014 на Wayback Machine.